# Nastonotus
Nastonotus is een geslacht van rechtvleugeligen uit de familie sabelsprinkhanen (Tettigoniidae). De wetenschappelijke naam van dit geslacht is voor het eerst geldig gepubliceerd in 1890 door Bolívar.

## Soorten
Het geslacht Nastonotus omvat de volgende soorten:
- Nastonotus foreli Carl, 1921
- Nastonotus reductus Brunner von Wattenwyl, 1895
- Nastonotus tarsatus Bolívar, 1890